# أثينا بروماخوس

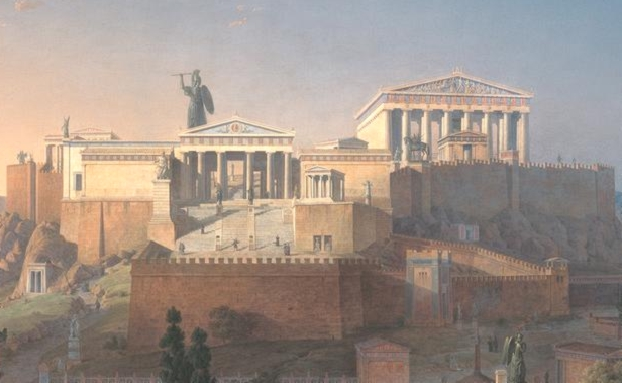
منظر مثالي للأكروبوليس يظهر التمثال البرونزي أثينا بروماخوس، تحمل رمحًا كبيرًا في يدها اليمنى (بدلاً من البومة كما هو مبين من النسخ والعملات المعدنية)، للرسام ليو فون كلينز في عام 1846، الذي رسم التمثال العظيم لأثينا بروماخوس على أنها مرئية من بعيد، كما ورد في النصوص القديمة.

أثينا بروماخوس (بالإغريقية: Ἀθηνᾶ Πρόμαχος)‏ (حرفياً: «أثينا التي تحارب في الخط الأمامي») كان تمثالًا برونزيًا ضخمًا لأثينا، منحوتًا من قبل فيدياس، وكان واقفاً بين البروبيلايا  والبارثينون في أكروبوليس في أثينا. كانت أثينا الإله الوصي على المدينة وإلهة الحكمة والمحاربين. نحت فيدياس أيضًا تمثالين آخرين لأثينا على الأكروبوليس، النحت الضخم من الذهب والعاج لأثينا بارثينوس في البارثينون، ونحت ليمنيان أثينا.
لم يتم توثيق تسمية أثينا بروماخوس قبل القرن الرابع ميلادي، حيث كتب الاسم الجديد على نقش تكريسي للتمثال،  في السابق، وصفها الرحالة بوسانياس (110 - 180 ميلادي) أنها «أثينا البرونزية العظيمة» على الأكروبوليس.

## التاريخ
يعتبر تمثال أثينا بروماخوس واحداً من أوائل الأعمال المسجلة للنحات فيدياس، وكان من معالم أثينا المعروفة والمشهورة. وفقا للمسافر والجغرافي اليوناني باوسانياس، يمكن رؤية خوذة أثينا وطرف رمحها من البحارة القادمين إلى أثينا من أتيكا. الموقع الأصلي للتمثال كان بين معبد ارخثيون وبوابة بروبيلايا. 

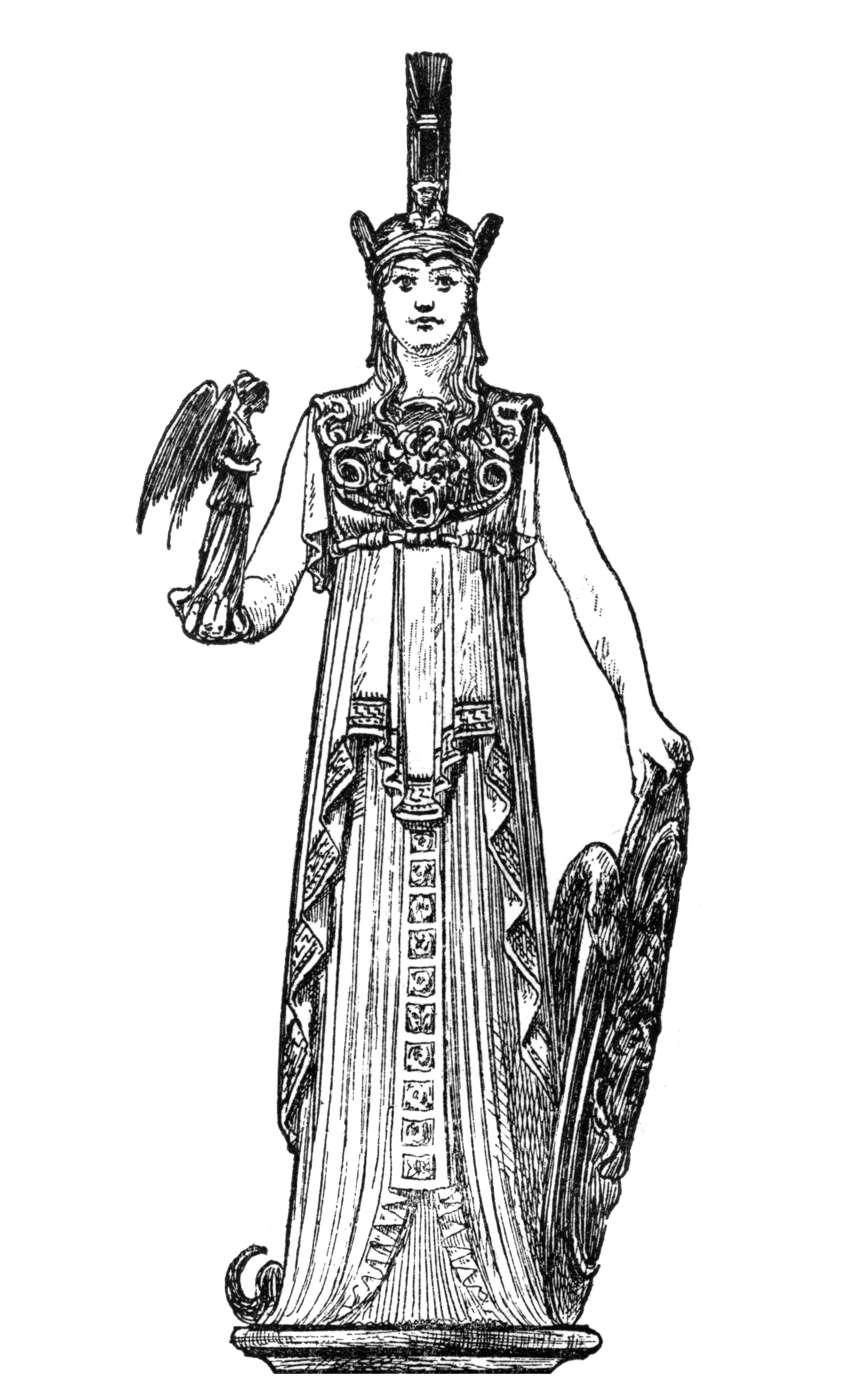
تمثال مشابه. توضيح لتمثال أثينا بارثينوس المصنوع من الذهب والعاج

تم نصب تمثال أثينا بروماخوس حوالي عام 456 قبل الميلاد، إما لإحياء ذكرى معركة ماراثون، أو الحروب الفارسية التي ربما يشير إليها النقش التكريمي؛ ويشير هذا النقش أيضًا إلى أن الغنائم التي تم الحصول عليها في الحرب الفارسية قد تم وضعها في السابق حول قاعدة التمثال. استغرق بناء التمثال ما يقرب من تسع سنوات.  وفقًا للمؤرخ البيزنطي اليوناني، نيكيتاس شونيتس، بلغ طول أثينا بروماخوس حوالي ثلاثين قدمًا (10 أمتار). هناك عدة آراء حول سبب بناء تمثال أثينا بروماخوس، على الأرجح أنه بني كشكر بعد الحرب، ولكن هناك اختلافات حول أي حرب بالضبط. والبعض يعتقد أن أثينا بروماخوس ربما كان تمثالًا للعبادة.  ولفترة طويلة كانت هناك تكهنات حول ما إذا كانت أثينا بروماخوس قد بنيت أصلاً، ولكن معظم العلماء يتفقون الآن على أنها كانت موجودة بالفعل، استناداً على تصوير العملات الرومانية للتمثال.
توثّق التقارير الباقية أن عملية إنشاء النحت استغرقت تسع سنوات، لكن التواريخ غير محددة، لأن أسماء المسؤولين مفقودة. ربما أحيا التمثال ذكرى انتصار كيمون على الفرس في عام 467، أو سلام كالياس في حوالي عام 450 أو 449.
التمثال مصنوعٌ بالكامل من البرونز، وكان يسمّى في العصور القديمة «أثينا البرونزية» و «أثينا البرونزية العظيمة».  لم يتم استخدام المصطلح «بروماخوس» والذي يعني «القتال أمام» في الأصل عند الإشارة إلى التمثال؛ جاء هذا اللقب في وقت لاحق، وعلى الأخص استخدمه القديس زوسيموس.
ظلّت أثينا بروماخوس مطلة على مدينتها لما يقرب من 1000 عام، حتى بعد فترة وجيزة من عام 465 م، عندما تم نقل التمثال إلى القسطنطينية (عاصمة الإمبراطورية الرومانية البيزنطية)، كنصب تذكاري في منتدى قسطنطين، الذي أصبح آخر معقل وملاذ آمن للعديد من التماثيل البرونزية اليونانية الباقية، تحت حماية البلاط الإمبراطوري للإمبراطورية الشرقية. وثّق نيكيتاس تشونيتس أعمال شغب جرت في منتدى قسطنطين في القسطنطينية عام 1203 م، حيث تم تدمير تمثال كبير من البرونز لأثينا من قبل «حشد مخمور» من الصليبيين، والذي يعتقد اليوم أنه كان تمثال أثينا بروماخوس.

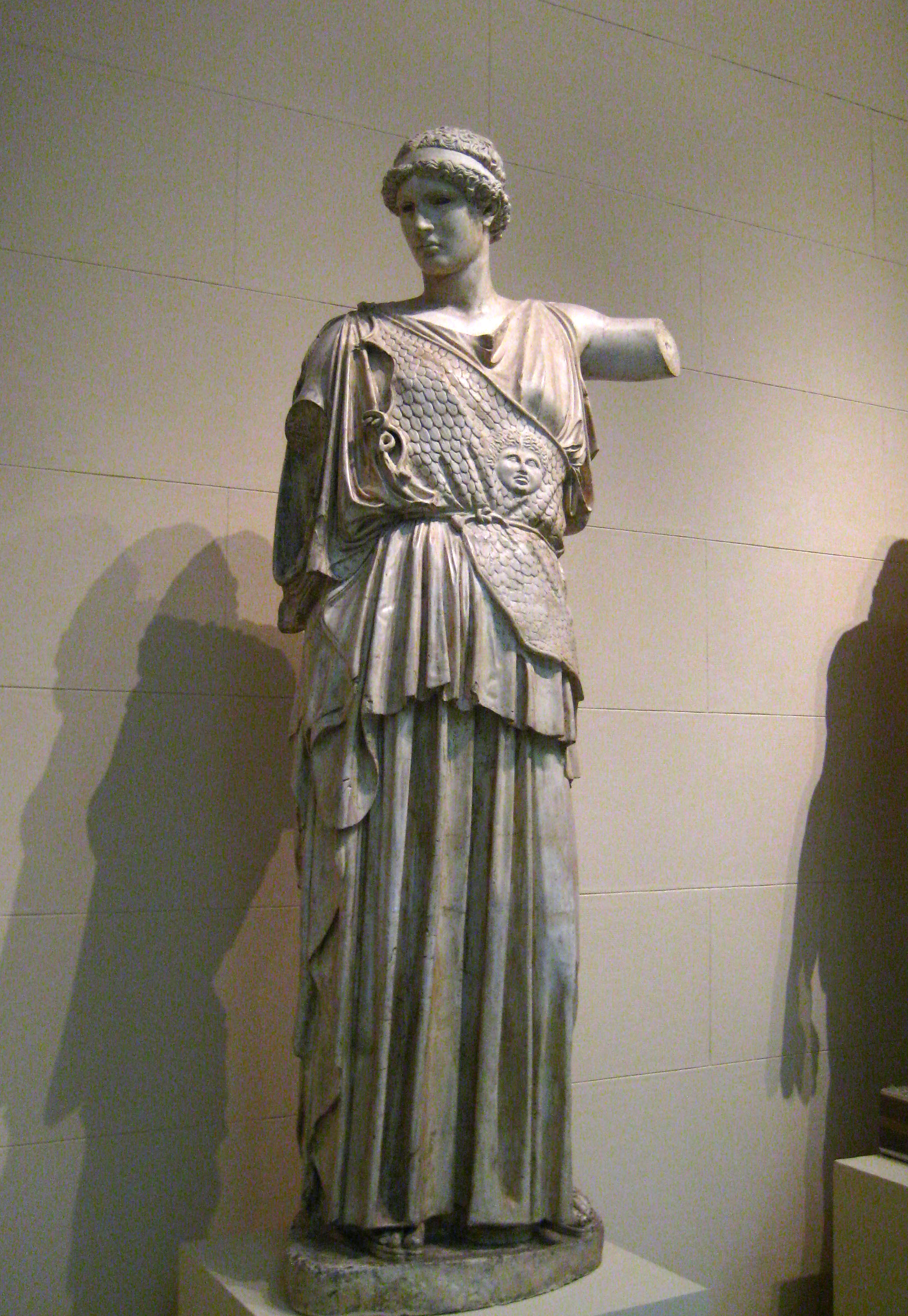
تمثال مشابه. إعادة بناء أثينا ليمنيا لفيدياس

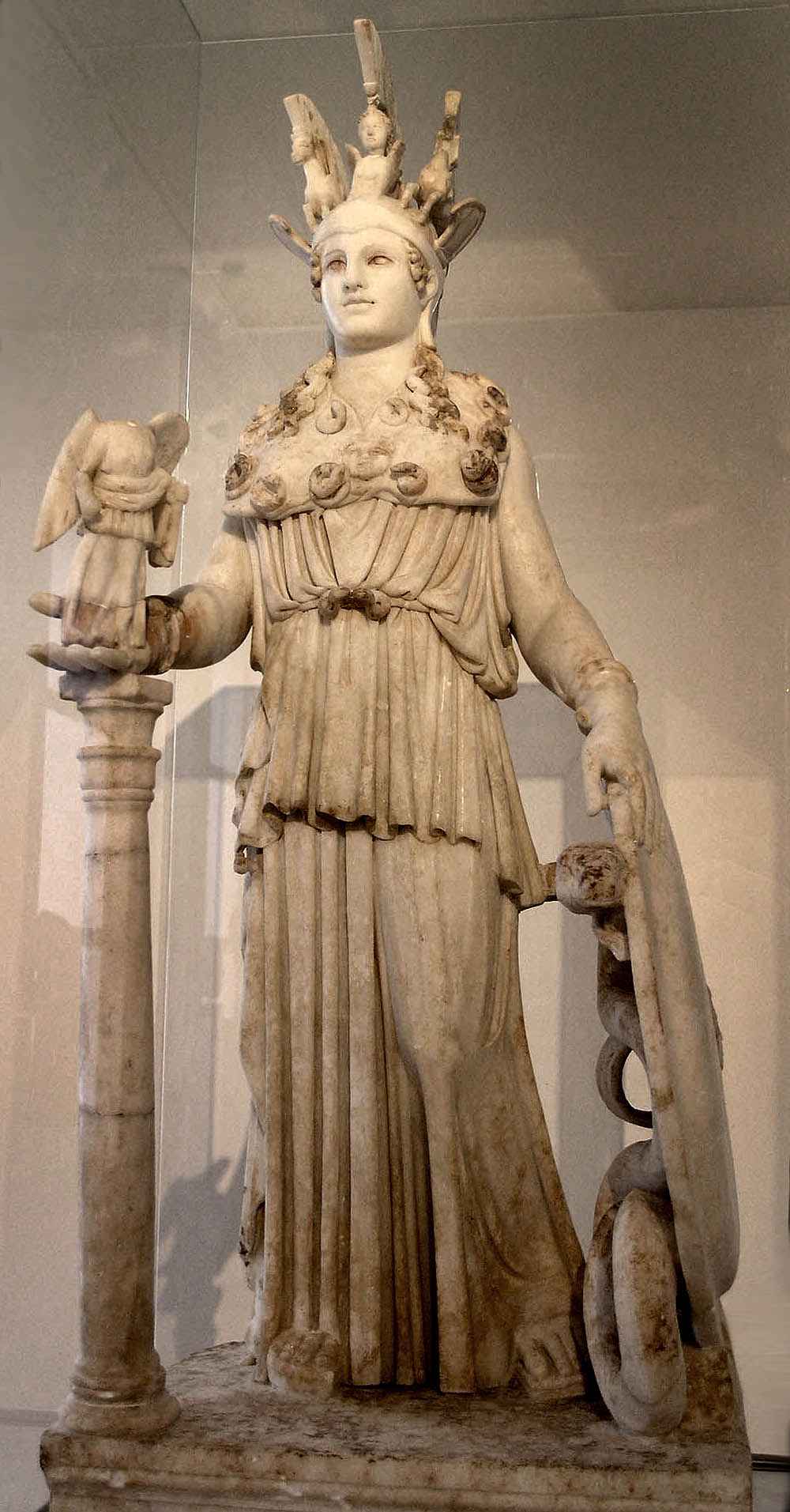
تمثال مشابه. أثينا فارفاكيون، نسخة رومانية عن أثينا بارثينوس لفيدياس.

من النماذج الباقية التي يُعتقد أنها تمثل نفس النمط، أبرز نموذجان هما أثينا الجين، تمثال صغير برونزي في متحف المتروبوليتان للفنون، حيث تحمل أثينا بومة في يدها الممدودة، وتمثال أثينا ميديتشي في متحف اللوفر، والتي يوجد منها عدد من النسخ المتماثلة.

## تماثيل مشابهة
- أثينا بارثينوس، تمثال ضخم آخر مفقود، كان موجودًا أصلاً داخل البارثينون. من صنع فيدياس.
- ليمنيان أثينا، تمثال يوناني كلاسيكي صنعه فيدياس أيضًا.
- فارفاكيون أثينا، نسخة رومانية من القرن الثالث لأثينا بارثينوس.

## صور العملات
أول عملة قديمة تضع صورة دقيقة لـ أثينا بروماخوس كانت العملات المعدنية التي أصدرها الإسكندر الأكبر في عام 326. يصور أحد جوانب هذه العملة هرقل، بينما يظهر الجانب الآخر الإله زيوس، مع أثينا قريبة من ركبته، مستعدة للقتال مع رمحها في يدها اليمنى، ودرع في يسارها. بعد حوالي عشر سنوات، ظهرت أثينا بروماخوس على عملات معدنية أصدرها بطليموس في الإسكندرية، قبل حصوله على لقب الملك، حوالي 315 قبل الميلاد.
تُظهر العملات الإغريقية في أتيكا من القرنين الثاني والثالث الميلادي الصور المعروفة الوحيدة لـ أثينا بروماخوس. على إحدى جهتي العملة، يوجد تصوير لمنظر الأكروبوليس من الشمال. بين بروبيلايا وارخثيون، هناك تمثال نسائي كبير لأثينا يواجه الغرب. بما أن هذه الصور تضع تمثال أثينا بروماخوس في هذا الموقع المحدد، فلا شك أن التمثال كان موجودًا.
هناك مجموعة أخرى من العملات المعدنية الرومانية التي تصور تمثال نصفي لأثينا وحدها. في هذا التصوير ترتدي خوذة كورنثية مع «موجة» من الشعر على جبهتها. تعود هذه العملات من النصف الأول من القرن الثاني الميلادي إلى النصف الثاني من القرن الثالث الميلادي، وتعتبر الأكثر شيوعًا. نظرًا لأنه تم العثور على المزيد من صور العملات التي تُظهر أثينا مرتديةً خوذة كورنثية على عكس تلك التي تصورها بخوذة أتيكية، يُعتقد أن الخوذة الكورنثية كانت التصوير الأكثر دقة للتمثال.